# Смірнова Анастасія (фігуристка)
Анастасі́я Смірно́ва (* 2004) — українська й американська фігуристка.

## Життєпис
Народилась 2004 в місті Дніпро; почала кататись у 2008-му.
Її першим партнером у парах був Артем Даренський. Під керівництвом Лілії Батутіної пара Смирнова/Даренський були срібними призерами національного чемпіонату України серед юніорів 2015 року та чемпіонами України серед юніорів 2016 року. Вони брали участь у двох юніорських змаганнях Гран-прі, посівши дев'яте місце на JGP Латвії-2017 та 11-те на 2017 JGP Білорусі, перш ніж розійтися восени 2017 року. З партнером — срібні призери чемпіонату України серед юніорів (2015/2016); чемпіони України серед юніорів (2016/2017).
Від 2018 року виступає за США з Данилом Сіяницею. У першому спільному сезоні вони виграли бронзову медаль серед новачків на чемпіонаті США 2019 року.